# Эванс, Джордж (футболист, 1864)
Джордж Э́ванс (англ. George Evans; 27 июня 1864 — 4 мая 1947) — английский футболист, нападающий.

## Футбольная карьера
Начал карьеру в клубе «Дерби Сент-Люкс», сыграв за него 3 матча в Кубке Англии сезона 1884/85. С 1885 года выступал за «Дерби Каунти», сыграв за клуб 4 матча и забив 5 мячей в матчах Кубка Англии.
В 1889 году стал игроком клуба «Вест Бромвич Альбион». Провёл за команду 13 матчей и забил 8 мячей в Футбольной лиге сезона 1889/90. Также принял участие в двух матчах Кубка Англии.
В 1890 году перешёл в клуб «Ньютон Хит». В начале сезоне 1890/91 был капитаном команды. Провёл за команду 12 матчей и забил 3 мяча в Футбольном альянсе, а также 5 товарищеских матчей, в которых забил 3 мяча. 4 октября 1890 года в матче первого отборочного раунда Кубка Англии против клуба «Хайер Уолтон» отличился забитым мячом. В 1891 году покинул клуб.

## Статистика выступлений
| Клуб                 | Сезон            | Дивизион          | Лига | Лига | Кубок | Кубок | Итого | Итого |
| Клуб                 | Сезон            | Дивизион          | Игры | Голы | Игры  | Голы  | Игры  | Голы  |
| -------------------- | ---------------- | ----------------- | ---- | ---- | ----- | ----- | ----- | ----- |
| Дерби Сент-Люкс      | 1884/85          | нет               | 0    | 0    | 3     | 0     | 3     | 0     |
| Дерби Сент-Люкс      | Итого            | Итого             | 0    | 0    | 3     | 0     | 3     | 0     |
| Дерби Каунти         | 1885/86          | нет               | 0    | 0    | 3     | 3     | 3     | 3     |
| Дерби Каунти         | 1886/87          | нет               | 0    | 0    | 1     | 2     | 1     | 2     |
| Дерби Каунти         | Итого            | Итого             | 0    | 0    | 4     | 5     | 4     | 5     |
| Вест Бромвич Альбион | 1889/90          | Футбольная лига   | 13   | 8    | 2     | 0     | 15    | 8     |
| Вест Бромвич Альбион | Итого            | Итого             | 13   | 8    | 2     | 0     | 15    | 8     |
| Ньютон Хит           | 1890/91          | Футбольный альянс | 12   | 3    | 1     | 1     | 13    | 4     |
| Ньютон Хит           | Итого            | Итого             | 12   | 3    | 1     | 1     | 13    | 4     |
| Всего за карьеру     | Всего за карьеру | Всего за карьеру  | 25   | 11   | 10    | 6     | 35    | 17    |